# Dressleria allenii
Dressleria allenii es una especie de orquídea epifitas de la tribu Cymbidieae, de la familia Orchidaceae.  Es originaria de Panamá.

## Descripción
Las Dressleria  presentan flores pequeñas en las que el labelo está adosado a la base de la columna y como Catasetum, las flores son masculinas y femeninas. Se diferencia de Catasetum en que Dressleria necesita humedad todo el año sin tener período de reposo. Se desarrollan en condiciones cálidas y frescas en bosques de niebla muy húmedos en alturas  500 a 1500 metros en ambas vertientes de Los Andes. 
Se cultivan bien en macetas de plástico con musgo y cortezas.

## Taxonomía
Dressleria allenii fue descrita por Harold G. Hills y publicado en Lindleyana 15(3): 171–173, f. 1A–B. 2000.
Etimología
Dressleria (abreviado Dress.): nombre genérico otorgado en honor del Dr. Robert Louis Dressler, notable orquideólogo y taxónomo norteamericano.

allenii: epíteto otorgado en honor del botánico Paul Hamilton Allen.